# Führungskraft (Technische Mechanik)
Unter Führungskraft wird in der technischen Mechanik zweierlei verstanden:
- Die Kraft, die aus der Führungsbeschleunigung eines beschleunigten Bezugssystems resultiert[1]:282 und die ohne Berücksichtigung einer Relativbewegung im Bezugssystem ermittelt werden kann,[2] und
- die Zwangskraft, die bei gebundenen oder geführten Bewegungen durch das Führungselement ausgeübt wird, siehe Führungskraft (Physik).[1]:44

Dieser Artikel befasst sich mit ersterer Bedeutung.

## Führungsgeschwindigkeit und -beschleunigung

Inertialsystem K und beschleunigtes Koordinatensystem K’

Im physikalischen Raum wird eine Punktmasse P betrachtet, die im Inertialsystem K den Ortsvektor {\displaystyle {\vec {r}}} hat und die Masse m besitzt, siehe Bild. Am Ort {\displaystyle {\vec {R}}} befindet sich ein beschleunigtes Bezugssystem K’ mit Orthonormalbasis ê’1,2,3, die sich mit der Winkelgeschwindigkeit {\displaystyle {\vec {\omega }}} dreht. Die Zeitableitung der Basisvektoren bildet sich mit ihr und dem Kreuzprodukt × gemäß {\displaystyle {\dot {\hat {e}}}'_{i}={\vec {\omega }}\times {\hat {e}}'_{i}}. In K’ hat P den Ortsvektor {\displaystyle \textstyle {\vec {r}}'=\sum _{i}\xi _{i}{\hat {e}}'_{i}={\vec {r}}-{\vec {R}}}. Die Ableitung des Ortsvektors nach der Zeit liefert die Geschwindigkeit von P und lautet in K
{\displaystyle {\begin{aligned}{\dot {\vec {r}}}=&{\dot {\vec {R}}}+{\dot {\vec {r}}}'={\dot {\vec {R}}}+\sum _{i}{\dot {\xi }}_{i}{\hat {e}}'_{i}+\sum _{i}\xi _{i}{\dot {\hat {e}}}'_{i}={\dot {\vec {R}}}+\overbrace {\sum _{i}{\dot {\xi }}_{i}{\hat {e}}'_{i}} ^{{\vec {v}}'}+\overbrace {\sum _{i}\xi _{i}{\vec {\omega }}\times {\hat {e}}'_{i}} ^{{\vec {\omega }}\times {\vec {r}}'}\\\rightarrow {\vec {v}}=&\underbrace {{\dot {\vec {R}}}+{\vec {\omega }}\times {\vec {r}}'} _{{\vec {v}}_{f}}+{\vec {v}}'={\vec {v}}_{f}+{\vec {v}}'\end{aligned}}}
Nochmalige Zeitableitung liefert die Beschleunigung in K:
{\displaystyle {\begin{aligned}{\ddot {\vec {r}}}=&{\ddot {\vec {R}}}+\overbrace {\sum _{i}{\ddot {\xi }}_{i}{\hat {e}}'_{i}} ^{{\vec {a}}'}+\overbrace {\sum _{i}{\dot {\xi }}_{i}{\dot {\hat {e}}}'_{i}+\sum _{i}{\dot {\xi }}_{i}{\vec {\omega }}\times {\hat {e}}'_{i}} ^{2{\vec {\omega }}\times {\vec {v}}'}+\overbrace {\sum _{i}\xi _{i}{\dot {\vec {\omega }}}\times {\hat {e}}'_{i}} ^{{\dot {\vec {\omega }}}\times {\vec {r}}'}+\overbrace {\sum _{i}\xi _{i}{\vec {\omega }}\times {\dot {\hat {e}}}'_{i}} ^{{\vec {\omega }}\times ({\vec {\omega }}\times {\vec {r}}')}\\\rightarrow {\vec {a}}=&\underbrace {{\ddot {\vec {R}}}+{\dot {\vec {\omega }}}\times {\vec {r}}'+{\vec {\omega }}\times ({\vec {\omega }}\times {\vec {r}}')} _{{\vec {a}}_{f}}+2{\vec {\omega }}\times {\vec {v}}'+{\vec {a}}'={\vec {a}}_{f}+2{\vec {\omega }}\times {\vec {v}}'+{\vec {a}}'\end{aligned}}}
Die Bewegungsanteile, die weder die Relativgeschwindigkeit {\displaystyle {\vec {v}}'} noch Relativbeschleunigung {\displaystyle {\vec {a}}'} enthalten, bilden die Führungsgeschwindigkeit bzw. die Führungsbeschleunigung
{\displaystyle {\begin{aligned}{\vec {v}}_{f}=&{\dot {\vec {R}}}+{\vec {\omega }}\times {\vec {r}}'\\{\vec {a}}_{f}=&{\ddot {\vec {R}}}+{\dot {\vec {\omega }}}\times {\vec {r}}'+{\vec {\omega }}\times ({\vec {\omega }}\times {\vec {r}}')\end{aligned}}}

## Führungskraft
Mit der Führungsbeschleunigung und der Masse m der Punktmasse lässt sich die Führungskraft:282 in Form von folgender Vektorgleichung ausdrücken:
{\displaystyle {\vec {F}}_{f}=-m{\vec {a}}_{f}=-m{\big (}{\ddot {\vec {R}}}+{\dot {\vec {\omega }}}\times {\vec {r}}'+{\vec {\omega }}\times ({\vec {\omega }}\times {\vec {r}}'){\big )}=-m{\ddot {\vec {R}}}+{\vec {F}}_{\text{Euler}}+{\vec {F}}_{\text{Zentrifugal}}}
Die beiden letzten Summanden sind die Eulerkraft und die Zentrifugalkraft.
Das zweite newtonsche Gesetz „Kraft gleich Masse mal Beschleunigung“ lautet damit im Inertialsystem K
{\displaystyle m{\vec {a}}=m({\vec {a}}_{f}+2{\vec {\omega }}\times {\vec {v}}'+{\vec {a}}')={\vec {F}}}
Im beschleunigten Bezugssystem K' werden die Beschleunigung {\displaystyle {\vec {a}}'} und neben der Kraft {\displaystyle {\vec {F}}} noch Scheinkräfte wahrgenommen::288
{\displaystyle m{\vec {a}}'={\vec {F}}-m({\vec {a}}_{f}+2{\vec {\omega }}\times {\vec {v}}')={\vec {F}}+{\vec {F}}_{f}+{\vec {F}}_{c}}
mit
| {\displaystyle {\vec {F}}}:                                           |  | auf den Massenpunkt P wirkende Kraft |
| {\displaystyle {\vec {F}}_{f}=-m{\vec {a}}_{f}}:                      |  | Führungskraft (Scheinkraft)          |
| {\displaystyle {\vec {F}}_{c}=-2m{\vec {\omega }}\times {\vec {v}}'}: |  | Corioliskraft (Scheinkraft)          |
Wenn sich K' gleichförmig bewegt, ist {\displaystyle {\ddot {\vec {R}}}={\vec {\omega }}={\dot {\vec {\omega }}}={\vec {0}}} und somit {\displaystyle {\vec {a}}_{f}=2{\vec {\omega }}\times {\vec {v}}'={\vec {0}}} sowie {\displaystyle {\vec {F}}_{f}={\vec {F}}_{c}={\vec {0}}}. K' ist ein Inertialsystem geworden, in dem keine Scheinkräfte mehr auftreten.

## Beispiel

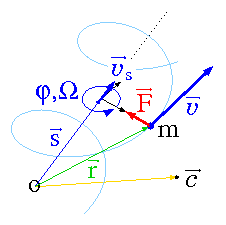
Bewegung einer Masse m entlang einer Schraubenlinie

Betrachtet wird eine Punktmasse mit der Masse m, die sich mit der konstanten Winkelgeschwindigkeit {\displaystyle {\dot {\varphi }}=\Omega } auf einer Schraubenlinie mit Radius R um einen Punkt {\displaystyle {\vec {s}}} bewegt, der sich mit konstanter Translationsgeschwindigkeit {\displaystyle {\vec {v}}_{s}} verschiebt, siehe Bild. Das Bezugssystem K’ wird in den Punkt {\displaystyle {\vec {R}}={\vec {s}}} gelegt mit der festen Position des Massenpunktes {\displaystyle {\vec {r}}'=R{\hat {e}}_{\rho }} in K’. Dann lautet die Bewegungsfunktion:
{\displaystyle {\vec {r}}={\vec {s}}+R{\hat {e}}_{\rho }.}
Die Basisvektoren êρ,φ (schwarze Pfeile) bezeichnen wie in einem Zylinderkoordinatensystem die radiale bzw. die azimutale Richtung und die Drehachse êz ist zu ihnen senkrecht, sodass êρ,φ,z ein Rechtssystem bilden. Mit der Winkelgeschwindigkeit {\displaystyle {\vec {\omega }}=\Omega {\hat {e}}_{z}} berechnen sich die Zeitableitungen der Basisvektoren:
{\displaystyle {\dot {\hat {e}}}_{\rho }={\vec {\omega }}\times {\hat {e}}_{\rho }=\Omega {\hat {e}}_{\varphi }\quad {\text{und}}\quad {\dot {\hat {e}}}_{\varphi }={\vec {\omega }}\times {\hat {e}}_{\varphi }=-\Omega {\hat {e}}_{\rho }.}
Damit liegen die Führungsgeschwindigkeit und -beschleunigung fest:
{\displaystyle {\begin{aligned}{\vec {v}}_{f}=&{\dot {\vec {R}}}+{\vec {\omega }}\times {\vec {r}}'={\vec {v}}_{s}+\Omega {\hat {e}}_{z}\times R{\hat {e}}_{\rho }={\vec {v}}_{s}+\Omega R{\hat {e}}_{\varphi }\\{\vec {a}}_{f}=&\underbrace {\ddot {\vec {R}}} _{\vec {0}}+\underbrace {\dot {\vec {\omega }}} _{\vec {0}}\times {\vec {r}}'+{\vec {\omega }}\times ({\vec {\omega }}\times {\vec {r}}')=\Omega {\hat {e}}_{z}\times (\Omega {\hat {e}}_{z}\times R{\hat {e}}_{\rho })=\Omega {\hat {e}}_{z}\times \Omega R{\hat {e}}_{\varphi }=-\Omega ^{2}R{\hat {e}}_{\rho }\end{aligned}}}
Die Führungskraft
{\displaystyle {\vec {F}}_{f}=-m{\vec {a}}_{f}=m\Omega ^{2}R{\hat {e}}_{\rho }}
ist die Zentrifugalkraft, die für den Beobachter in K’ scheinbar auf die Punktmasse wirkt und die er durch eine entgegengesetzte Kraft, die Zentripetalkraft, ausgleichen muss, damit die Punktmasse in K’ ruht und im Inertialsystem, das sich mit der gleichbleibenden Geschwindigkeit {\displaystyle {\dot {\vec {s}}}={\dot {\vec {R}}}} bewegt, eine Kreisbewegung um {\displaystyle {\vec {s}}} ausführt.